# نولس (اکلاهما)
نولس(به انگلیسی: Knowles) شهری در ایالت اکلاهما کشور ایالات متحده آمریکا است که جمعیت آن در سرشماری سال ۲۰۱۰ میلادی، ۱۱ نفر بوده‌است.